# Курс лікування
Курс лікування — в медицині, період безперервного лікування фармацевтичними засобами, іноді зі змінною дозування. Лікування деякими ліками не повинне закінчуватись раптово. Замість цього, їх курс повинен закінчуватись зменшеним дозування. До таких засобів відносяться антибіотики та стероїди:

## Антибіотики
Приймання повного курсу антибіотиків дуже важливе для запобігання повторного зараження та/або розвитку резистентних (стійких до ліків) бактерій.

## Стероїди
При лікуванні стероїдами, (як короткостроковому, так і довгостроковому), для припинення курсу лікування, дозування повинне зменшуватись поступово, а не закінчуватись різко. Це дозволяє наднирковій залозі відновити в організмі природне вироблення кортизолу. Різке припинення курсу лікування може призвести до надниркової недостатності (гіпокортицизму), а також до стероїдного абстинентного синдрому (ефект відскоку, при якому повертаються перебільшені симптоми).